# Отловець
Отловець (пол. Otłowiec, нім. Groß Ottlau) — село в Польщі, у гміні Ґардея Квідзинського повіту Поморського воєводства.
Населення — 423 особи (2011).
У 1975-1998 роках село належало до Ельблонзького воєводства.

## Демографія
Демографічна структура станом на 31 березня 2011 року:
|          | Загалом | Допрацездатний вік | Працездатний вік | Постпрацездатний вік |
| -------- | ------- | ------------------ | ---------------- | -------------------- |
| Чоловіки | 213     | 53                 | 148              | 12                   |
| Жінки    | 210     | 58                 | 119              | 33                   |
| Разом    | 423     | 111                | 267              | 45                   |